# The Blunder Years
The Blunder Years — п'ята серія 13 сезону серіалу «Сімпсони». Вийшла у ефір 9 грудня 2001. В Україні з'явилася у грудні 2008 року.

## Сюжет
Родина Сімпсонів іде у ресторан по запрошенню. На сцені виступає фокусник на ім'я Заворожко. Він запрошує для участі різних людей Спрингфілда — Бернса, Смізерса, професора Фрінка і гіпнотизує їх на деякий час, а потім знову повертає у звичне життя. Коли Заворожко пропонує Гомеру сеанс, то Гомер замовляє спогади у віці 12 років. Спершу він радіє, аж раптом починає голосно кричати «Аааааааааа!!!» і не може зупинитися. Заворожко не може його врятувати і родина Гомера везе його додому, проте Гомер продовжує кричати. На наступній день Карл і Ленні привозять його додому, просячи Мардж щось зробити з Гомеровими криками. Ліса дає Гомерові індійського чаю для заспокоєння і Гомер згадує, що у 12 років з Мо, Карлом і Ленні ходив гуляти і раптом впав у озеро. Тоді Мо приходить до будинку Сімпсонів і пояснює крики Гомера через падіння у озеро. Але Гомер раптом згадує, що причина інша і згадує, що труба озера забилася і раптом витягує труп. Коли Гомер його бачить то несамовито кричить від переляку. Тоді Мардж пропонує знайти труп і вбивцю і вимагає, щоб друзі Гомера не втручалися.
Коли Сімпсони приїжджають до озера, то зустрічають шефа Віггама, який погоджується їм допомогти. Озеро заповнилося, але Мардж дістає супервпитуючі серветки, які вона недавно купила, і озеро очищується від води. Тоді усі бачать скелет, який знайшов Гомер 26 років тому. Тоді Віггам радить йти по трубі. Коли команда заходить у тупик, то усі бачать люк. Віггам відкриває люк і опиняється у офісі Бернса. Бернс зізнається, що не вбивав нікого і запрошує усіх подивитися відео 30-річної давності, де батько Смізерса рятує АЕС від вибуху реактора і гине у камері від радіації. Смізерс-молодший, якому тоді було кілька місяців лишається жити з Бернсом. Раптом у офіс заходить Смізерс і дізнається усю правду, а Бернс вибачається, що казав Смізерсу, що його тата з'їли амазонки, а Гомер забирає череп тата Смізерса собі на згадку. У
кінці серії до Сімпсонів приходить Мо і стверджує, що знайшов вбивцю, проте нікого з родини це вже не цікавить.

## Цікаві факти про епізод
1. Вейлон Смізерс втратив тата 30 років тому, отже йому не може бути більше 31-32 років, хоча у серії «The Simpsons 138th Episode Spectacular» Трой Маклур згадував, що Смізерсу вже за 40 років.
2. Ленні Леонард у флешбеку сказав, що Інтернет — це додаткова вставка-сітка для плавок, а Карл при стрибку сказав, що порвав свій «Інтернет».